# Усатый свистун
Усатый свистун (Leptodactylus mystacinus) — вид лягушек из семейства свистуновых.
Общая длина достигает 4,4—6,7 см. Наблюдается половой диморфизм — самки немного крупнее самцов. Голова среднего размера. Морда довольно плоская. Туловище стройное. У самца отсутствуют шипы на груди, в отличие от других видов своего рода. По бокам присутствуют немногочисленные бугорки. Задние лапы относительно короткие. Окраска спины светло-коричневая или красновато-коричневая. От кончика морды, под глазом почти до предплечья тянется тонкая белая полоска, напоминающая ус. Отсюда и происходит название этого свистуна. На голени есть белые полосы. Брюхо окрашено в бежевый или белый цвет, иногда с коричневыми полосами.
Любит тропические леса, горную местность, саванны, места у прудов, озёр. Никогда не заходит в воду. Встречается на высоте до 1800 метров над уровнем моря. Активен ночью. Питается различными беспозвоночными.
Во время брачного сезона самец издает звуки в среднем 250—400 раз в минуту с частотой 2050—2500 Гц. Самка откладывает икру вблизи луж в пределах того пространства, которое покрывается водой после сильных ливней. Там самец выкапывает под камнями или гниющими стволами деревьев ямки, а самка наполняет их икрой, заключённой в пенистую массу наподобие взбитого белка. В центре этой пенистой массы находятся бледно-жёлтые яйца. Если вода в луже поднимается до гнезда, личинки переходят в неё. Если же в результате засухи мелкие лужи высыхают, личинки прячутся под древесные стволы, листья и ожидают там начало дождей, собравшись вместе.
Вид распространён на востоке Бразилии, в Боливии, Парагвае, Уругвае, Аргентине.

## Фото

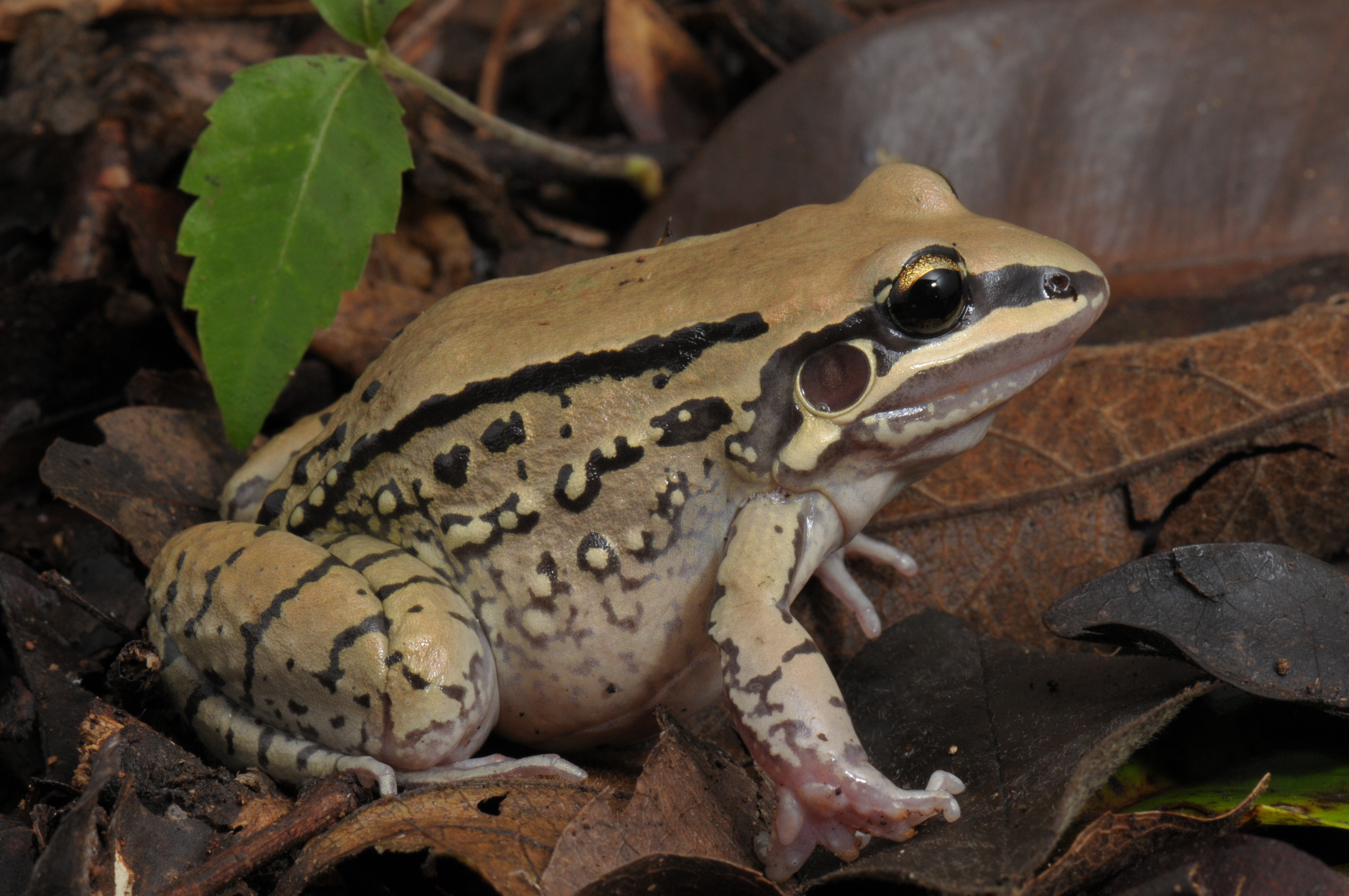
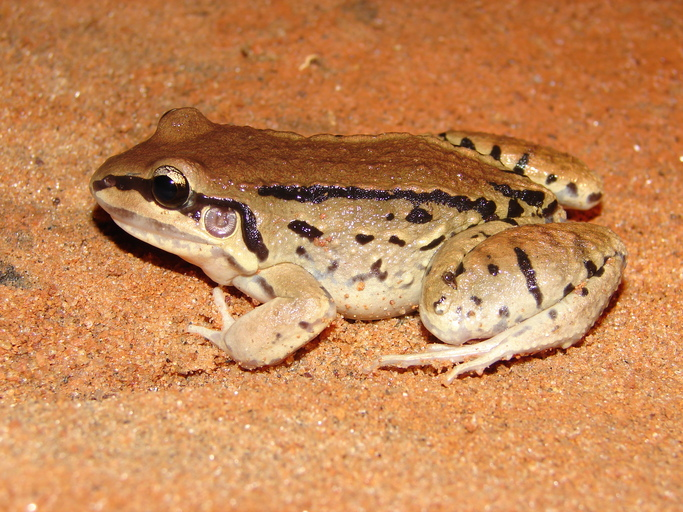
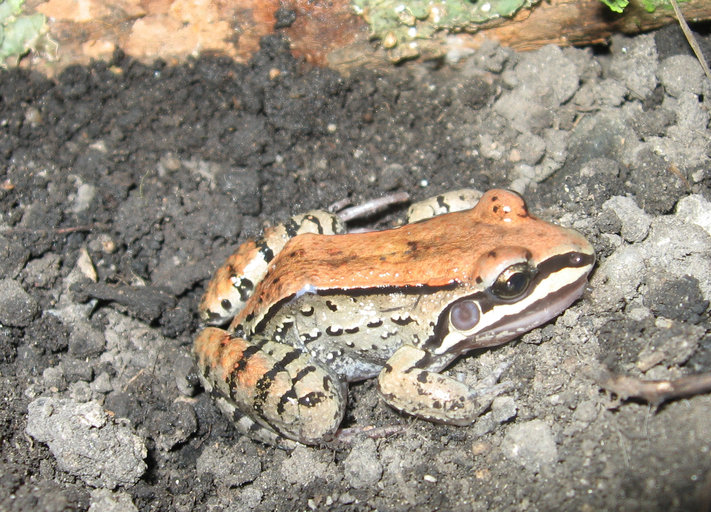